# Ulisse non deve morire
Ulisse non deve morire è un film del 1970 diretto da Henri Colpi. È stato l'ultimo film interpretato da Fernandel.

## Trama
Antonin è un anziano contadino e vive vicino ad Arles in un piccolo villaggio della Provenza. Un giorno, il suo capo, il signor Pascal, gli chiede di portare Ulisse, un cavallo da lavoro di 28 anni, ad Arles per consegnarlo a un picador che lo utilizzerà nelle corride.
Antonin è disperato, ma nessuno sembra comprendere il suo attaccamento al cavallo. Vorrebbe riscattare il suo vecchio compagno di lavoro per salvarlo da una morte terribile, ma non ha i soldi necessari. Decide così di accompagnare Ulisse in Camargue perché possa terminare lì la sua vita pacificamente, ma durante il viaggio un incontro imprevisto glielo impedisce.
Giunto finalmente all'arena, Antonin assiste alla dura realtà delle corride, inorridito fugge in Camargue con Ulisse per ridargli l'agognata libertà.